# Gouverneur du Wisconsin
Le gouverneur du Wisconsin exerce la plus haute fonction du pouvoir exécutif de l'État américain du Wisconsin.
Le Wisconsin s'est doté d'un gouverneur unique lors de sa fondation en tant qu'État américain en 1848. Avant cette date, le territoire du Wisconsin a été dirigé par quatre gouverneurs successifs. Depuis 1967, le gouverneur est élu au scrutin direct pour un mandat de quatre ans, et sans limite du nombre de renouvellement de celui-ci.  
L'actuel gouverneur du Wisconsin, le démocrate Tony Evers, élu en novembre 2018 et investi officiellement le 7 janvier 2019, succède au républicain Scott Walker.

## Pouvoirs du gouverneur
Le gouverneur du Wisconsin est chargé de veiller à l'application des lois du Wisconsin. Il est également tenu de communiquer à chaque session de la législature sur la situation de l'État. Il dispose d'un droit de véto total ou partiel sur les lois locales que la Législature d'État peut contourner par un vote à la majorité qualifiée. Le gouverneur est le commandant en chef de la milice de l'État. Si cela est jugé nécessaire, il peut également convoquer des sessions extraordinaires de la législature de l'État. Enfin il dispose dans certaines conditions du droit de grâce ou de suspension des peines judiciaires.

## Élection
En vertu de la Constitution originelle du Wisconsin, les gouverneurs étaient élus pour un mandat de deux ans; en 1967, la constitution a été modifiée pour porter le mandat à quatre ans à compter des élections de 1970. Il n'y a pas de limite au nombre de mandats.
Le gouverneur peut être destitué par un procès d'impeachment ou un référendum révocatoire. Le procès de mise en accusation est mené par l'Assemblée de l'État du Wisconsin, si la majorité de ses membres vote la mise en accusation. 
Un gouverneur peut également démissionner de son poste. Quatre gouverneurs ont démissionné pour diverses raisons, mais aucun n'a été destitué. Le cas d'Arthur MacArthur Sr. est spécifique : ce dernier en tant que lieutenant-gouverneur, devenu gouverneur à la suite de la démission de William Barstow en 1856, a été destitué par la Cour suprême du Wisconsin. Cette dernière devait en effet statuer sur le contentieux électoral porté par Coles Bashford, l'adversaire de Barstow à l'élection précédente. Or Coles Bashford a été déclaré gagnant légitime de l'élection. En 2012, Scott Walker est devenu le seul gouverneur de l'histoire du Wisconsin à devoir se soumettre à un référendum révocatoire. Il a conservé son siège en battant le maire de Milwaukee Tom Barrett d'un pourcentage de sept points, devenant ainsi le premier gouverneur de l'histoire américaine à gagner un référendum révocatoire.